# The Jester Race
The Jester Race är ett musikalbum av melodisk death metal-bandet In Flames som släpptes Februari,1996. Detta var bandets första album med skivbolaget Nuclear Blast. Musik är skriven av In Flames. Texten till Dead Eternity är skriven av Joakim Göthberg och övriga texter av Anders Fridén på svenska och översattes av Niklas Sundin till engelska, under en tid då Fridén utvecklade sin engelska. Detta system höll i sig till albumet Colony, från 1999. På Dead Eternity deltar Oscar Dronjak (Hammerfall) på sång. Albumet har ett visst inslag av skandinavisk folkmusik och är ett typiskt exempel för det så kallade "gothenburg metal", med influenser av akustiska gitarrer, melodiösa riff och sång, endast innehållande growl.

## Låtlista
| Nr  | Titel                             | Kompositör                     | Längd |
| --- | --------------------------------- | ------------------------------ | ----- |
| 1.  | Moonshield                        | Jesper Strömblad               | 5:02  |
| 2.  | The Jester's Dance (Instrumental) | Johan Larsson, Strömblad       | 2:09  |
| 3.  | Artifacts of the Black Rain       | Björn Gelotte, Strömblad       | 3:15  |
| 4.  | Graveland                         | Glenn Ljungström, Strömblad    | 2:47  |
| 5.  | Lord Hypnos                       | Gelotte, Ljungström, Strömblad | 4:01  |
| 6.  | Dead Eternity                     | Ljungström, Strömblad          | 5:02  |
| 7.  | The Jester Race                   | Ljungström, Niklas Sundin      | 4:51  |
| 8.  | December Flower                   | Ljungström, Strömblad          | 4:11  |
| 9.  | Wayfaerer (Instrumental)          | Gelotte, Strömblad             | 4:41  |
| 10. | Dead God in Me                    | Ljungström, Strömblad          | 4:16  |

### Bonusspår
| 11. | Goliaths Disarm Their Davids | 4:55 |
| 12. | Gyroscope                    | 3:23 |
| 13. | Acoustic Medley              | 2:32 |
| 14. | Behind Space (live)          | 3:36 |

Låtarna är tagna från EP:n Black-Ash Inheritance
| 12. | Dead Eternity (demo)       | 5:02 |
| 13. | The Inborn Lifeless (demo) | 3:22 |

Låtarna är tagna från 2007 års version av EP:n Subterranean

## Banduppsättning
- Anders Fridén - sång
- Björn Gelotte - trummor
- Johann Larsson - bas
- Jesper Strömblad - gitarr
- Glenn Ljungström - gitarr

### Gästsångare
Oscar Dronjak (Hammerfall), spår sex